# Pekings södra järnvägsstation
Pekings södra järnvägsstation (北京南站; Běijīngnán Zhàn) är en järnvägsstation i Peking i Kina. Pekings södra järnvägsstation ligger 5 km sydväst om Himmelska fridens torg mellan södra Andra och Tredje ringvägen i Fengtaidistriktet.
Pekings södra järnvägsstation är en av Asiens största järnvägsstationer och Pekings huvudsakliga järnvägsstation för snabbtågsavgångar mot öster, söder och nordost. Stationen har en kapacitet för 30 000 passagerare per timme och har 24 plattformar. Arkitekturen på stationsbyggnaden är inspirerad av Himmelens tempel från Mingdynastin (1368–1644). Pekings södra järnvägsstation öppnade ursprungligen 1897 men en helt ny terminalbyggnad invigdes 1 augusti 2008 som helt ersatte den tidigare. Pekings södra järnvägsstation upptar 322 000 m².
Destinationer för snabbtåg från Pekings södra järnvägsstation i urval; Shanghai, Tianjin, Hefei, Fuzhou, Harbin, Nanjing, Qingdao och Hangzhou.
Stationen är uppbyggd i fem våningar, varav tre är under gatunivån:
- Våning 2F: Vänthallar och biljettkontor.
- Våning 1F: Plattformar
- Våning -1F: Ankomsthallar, och biljettkontor
- Våning -2F: Plattformar till Tunnelbana Linje 4
- Våning -3F: Plattformar till Tunnelbana Linje 14

## Galleri

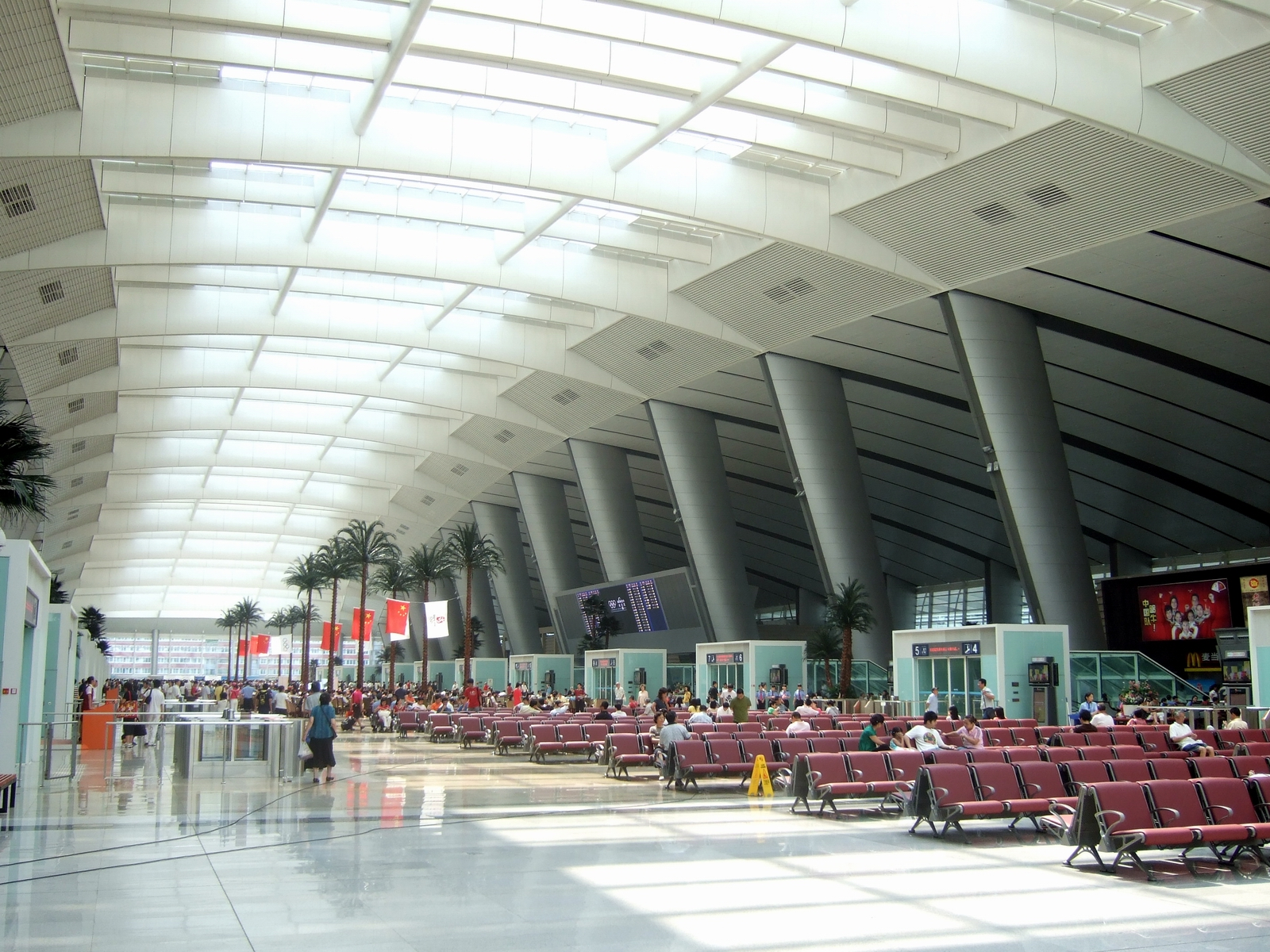
Vänthallen
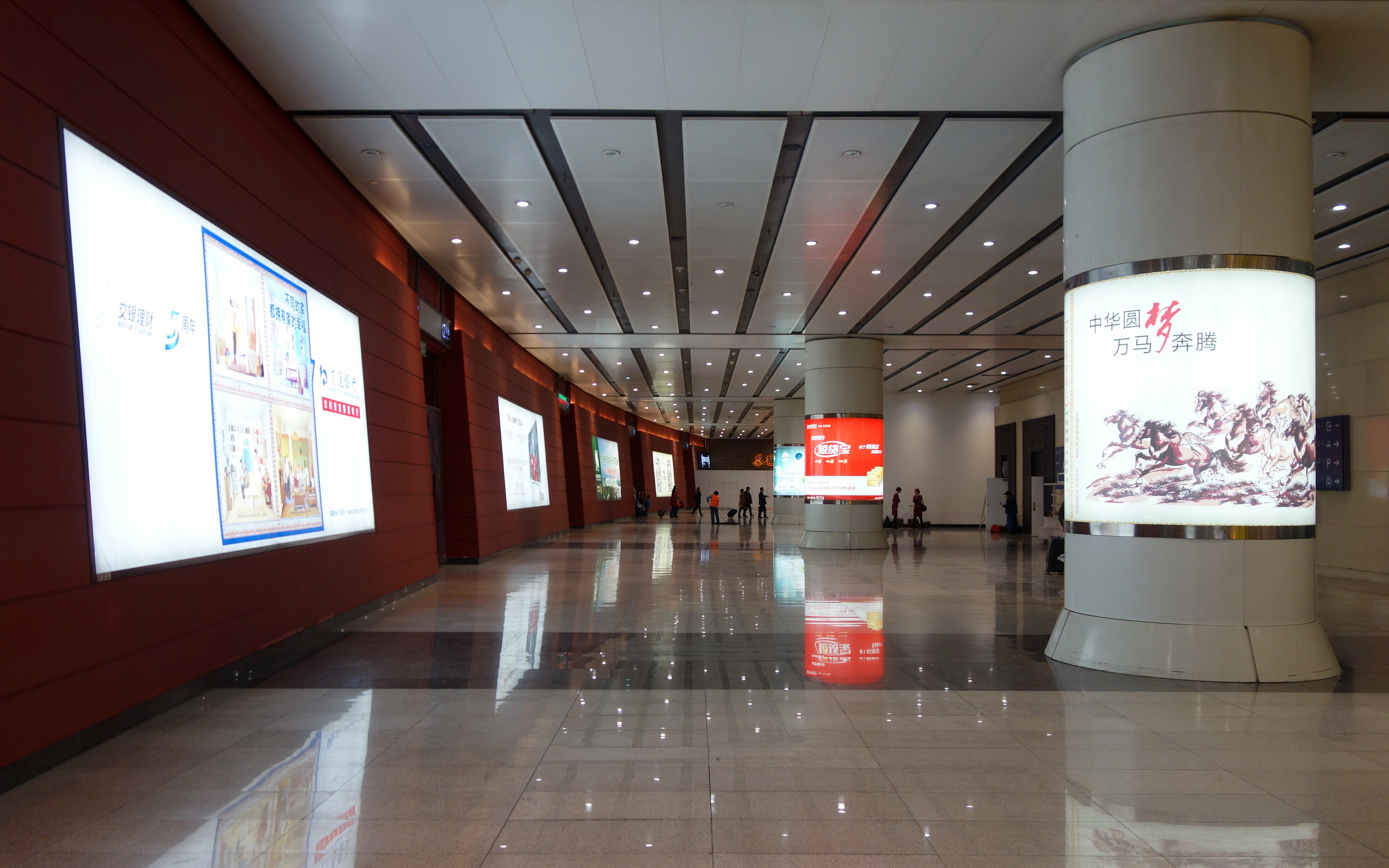
Tunnelbanestationen
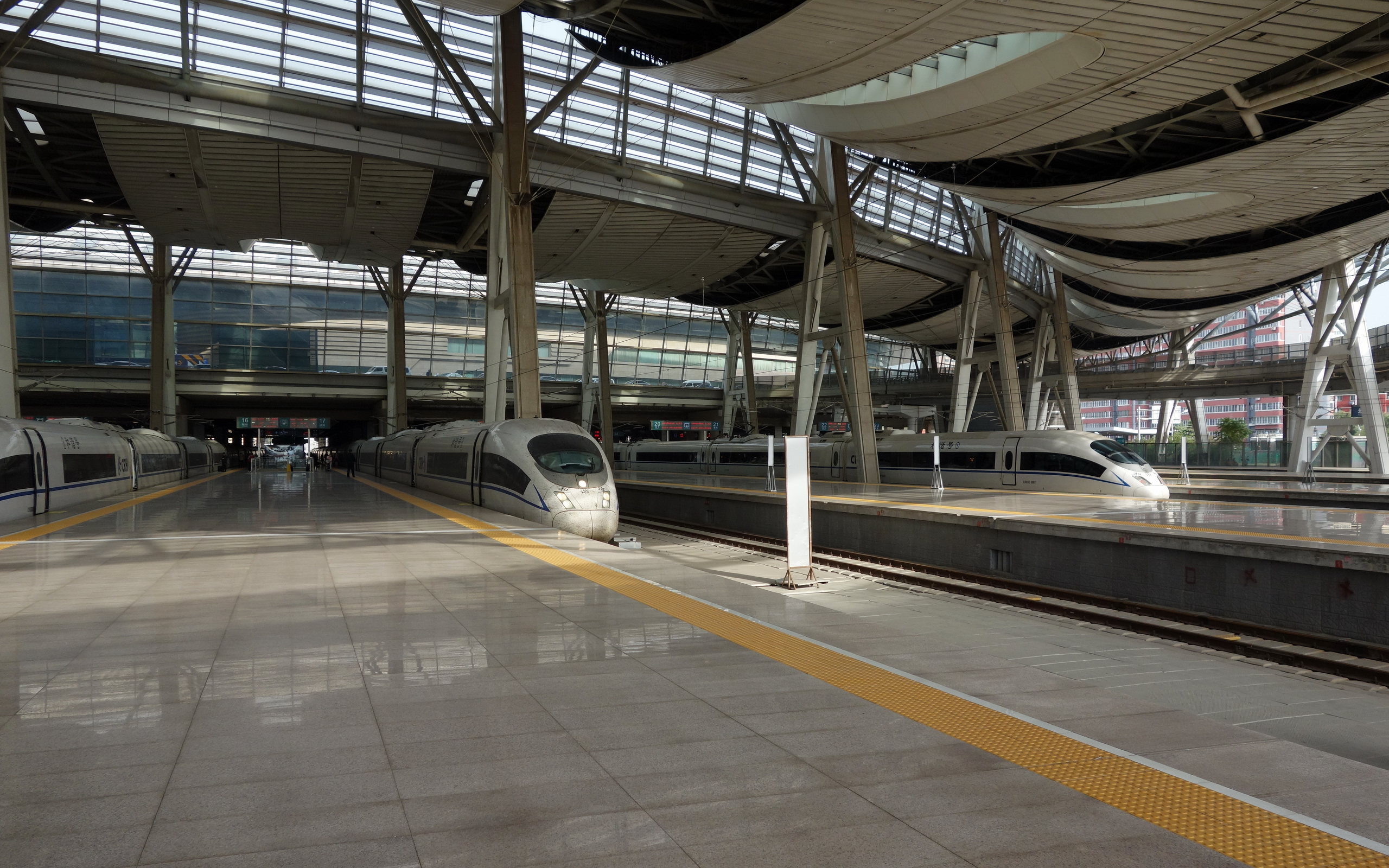
Plattformarna
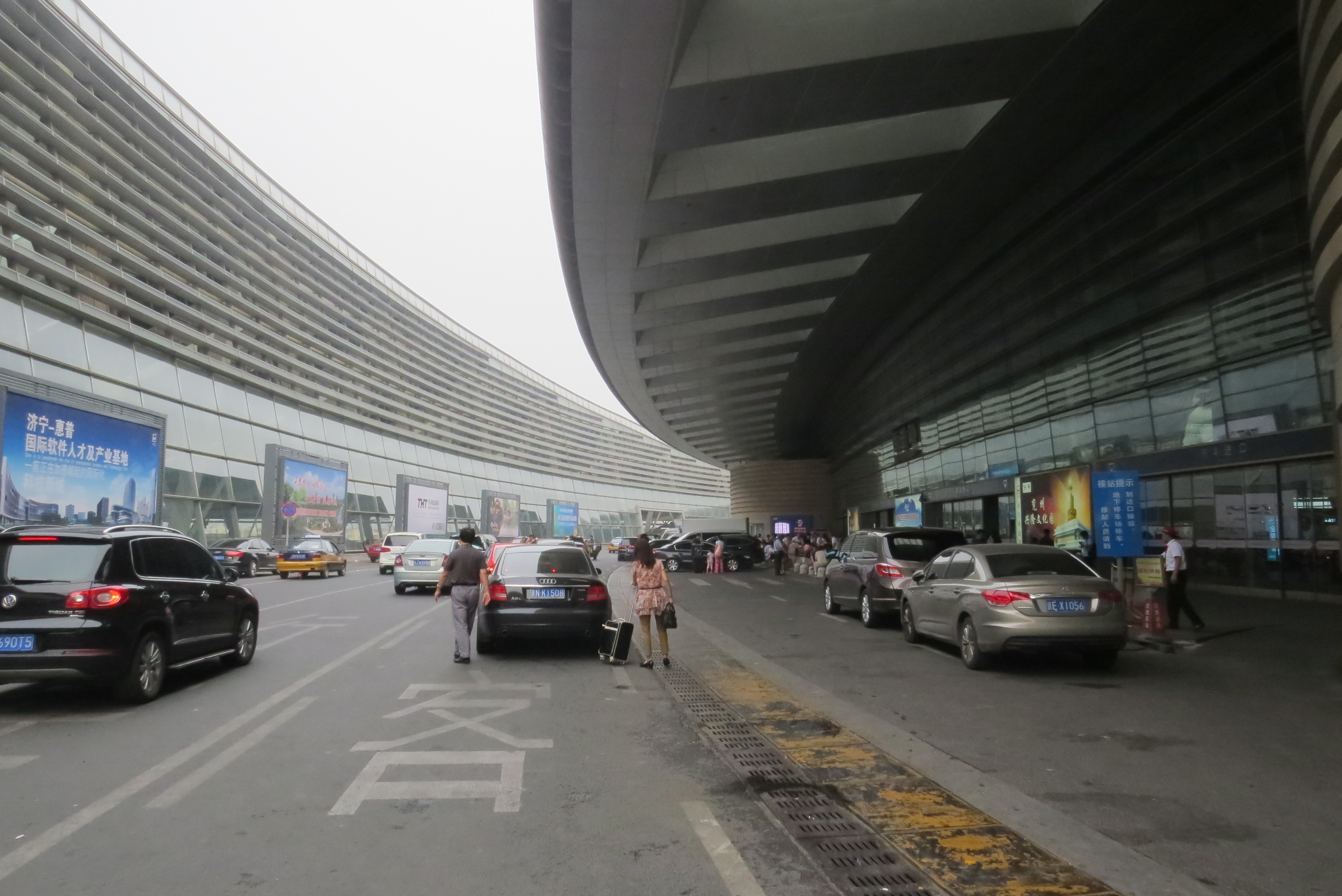
Västra entreen.